# Michelangelo Fardella
Michelangelo Fardella, född 1650 i Trapani, död 5 januari 1718 i Neapel, var en italiensk filosof.
Fardella var beundrare och förfäktare av de galileiska experimentalismen mot varje form av skolasticism, och bidrog till att i Italien sprida kännedom om de starkaste filosofiska strömningarna på andra sidan Alperna, från René Descartes till Nicolas Malebranche och Gottfried Wilhelm von Leibniz. Malebranche närmade han sig genom att förneka att ett rationellt bevis för tillvaron av den materiella världen var möjligt. Med Leibniz erbjuder han en viss släktskap, såtillvida som han anser utsträckningen – attribut hos materien – som en manifestation av odelbara och immateriella punkter. Hans spekulativa intresse samlades dock kring den platonsk-augustinska uppfattningen av det andliga livet, som återspeglas i cartesianismen. Fardella skriv Universæ philosophiæ sistema (1691) och Animæ humanæ natura ab Augustino detecta (1698).